# Crag and tail

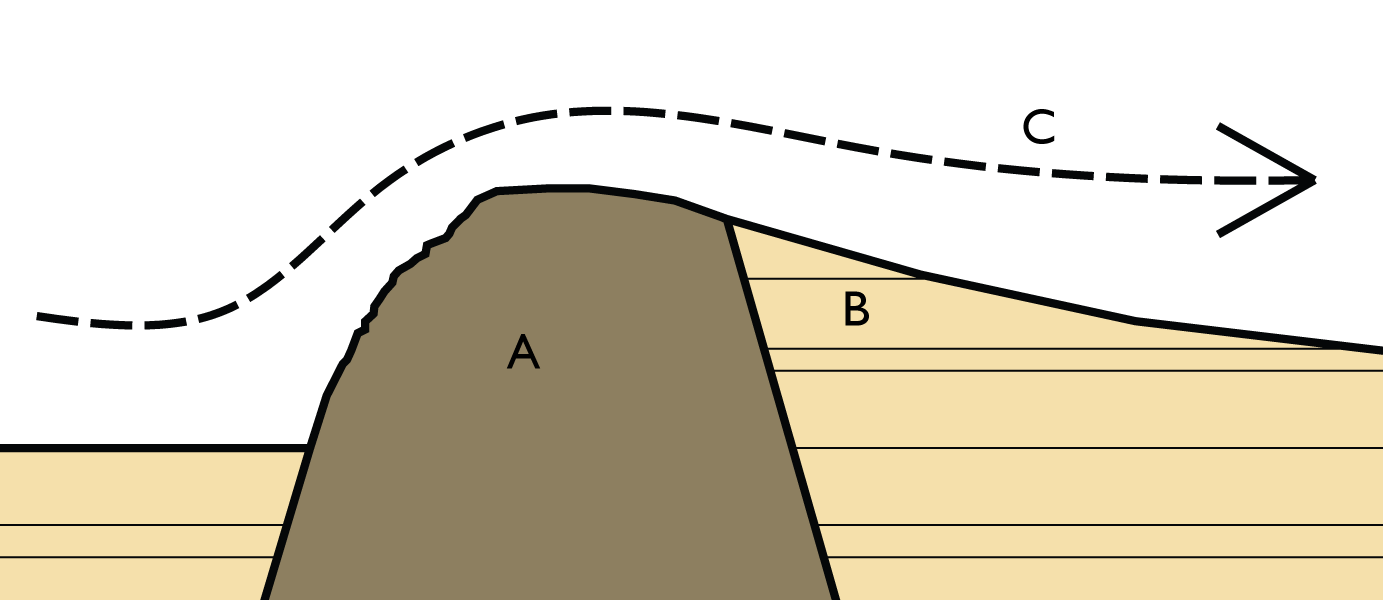
Esquema: formació d'un crag and tail: A:penyal o banyó de roca dura, B:cua de roca més feble, C:direcció del glaç

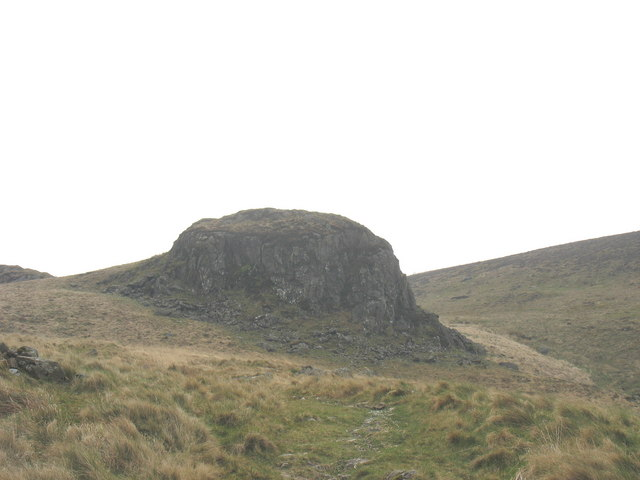
Crag and tail a Bwlch y Rhediad, Gal·les, Regne Unit. La morena glacial s'ha dipositat darrere d'aquest penyal resistent per formar una «cua» inclinada.

Un crag and tail (en glacialisme i periglacialisme) és un gep o turó rocós o penyal que ha estat format per l'acció d'una glacera i prolongat cap avall per una morena de fons acabada en forma de cua de peix. Tenen una dimensió que va des de desenes de metres fins a quilòmetres de longitud, amb la cua apuntant en la direcció descendent. El turó, o penyal, sol ser de roca dura que ha resistit l'erosió glacial i forma obstrucció al glaç produint una "ombra de pressió" a sotavent. El penyal és una característica residual deixada per l'erosió glacial selectiva, mentre que la cua està dipositada per la deriva del glaç. S'estén seguint la direcció descendent i en proporció a la velocitat i el gruix del glaç i crea una zona gradualment reduïda d'erosió mínima o fins i tot una cavitat. El crag and tail sovint és una carena allargassada o un turó semblant a un drumlin.

## Formació
Es formaren durant l'última glaciació quan les glaceres erosionaven el seu llit deixant una formació de roques especialment resistents (sovint granit, de vegades un pitó o alguna altra estructura volcànica resistent). La força de la glacera erosiona el material més tou del voltant, deixant el bloc rocós sobresortint del terreny circumdant. Freqüentment el crag protegeix el material que li queda al darrere i dona lloc a la formació de la cua.

## Tipus
Encara que sovint són d'aparença semblant, hi ha dos tipus de crag and tail depenenent de la composició de la cua i dels processos que van intervenir en la seva formació.
- El crag and tail erosional consisteix en un penya-segat de roca altament resistent que protegia la roca mare menys resistent a sotavent de la força de l'erosió glacial. La cua d'aquest tipus està formada per roca mare.
- El crag-and-tails deposicional es va formar per l'entrada de sediments glacials en una cavitat produïda a sotavent de l'obstrucció de la roca i, per tant, té cua composta per sediments no consolidats. Solen ser de menor escala.

A la pràctica, és difícil diferenciar-ne els dos tipus, ja que tots dos poden tenir sediments glacials a la superfície de la cua. La importància d'aquestes formes del relleu és que, en comú amb les formes del llit subglacial, registren les direccions anteriors del flux de gel i indiquen que el gel es trobava al punt de fusió a pressió, la qual cosa va permetre lliscar al llit.

## Exemples
L'afectació de grans àrees de la superfície de la Terra pel gel de les glaceres produeix una àmplia gamma de característiques com ara roques moltonades (roche moutonnée) o les roques baixes modelades pel glaç o de característiques deformacionals/deposicionals com els drumlins. […] La probable evolució de les característiques dels crag and tail també ens proporciona informació valuosa sobre l'afectació i l'abast a la zona de contacte glacera/llit. Els crag and tail s'han utilitzat àmpliament en reconstruccions paleoglaciològiques com a indicadors de l'orientació del flux de glaç.
Un exemple de referència destacat és el crag and tail del castell d'Edimburg (Castle Rock (penyal) i Royal Mile (cua)). La seva presència és un recordatori constant que aquesta zona d'Escòcia va ser coberta per una capa de gel gruixuda fa menys de 20.000 anys. El turó allargat de roca mare és un dels diversos elements erosionats glacialment a la zona d'Edimburg.
Exemples de crag and tail:
- La Roca del Castell d'Edimburg, Escòcia, la roca sobre la qual es troba el Castell d'Edimburg.
- Penyes de Salisbury i Arthur's Seat, Edimburg
- North Berwick Law
- Castell de Stirling.